# マルコス・ド・ナシメント・テイシェイラ
マルコン（Marcão）こと、マルコス・ド・ナシメント・テイシェイラ（Marcos do Nascimento Teixeira，1996年6月5日 - ）は、ブラジル・ロンドリーナ出身のサッカー選手。ポジションはディフェンダー。セビージャFC所属。

## 経歴
2016年6月26日にカンピオナート・ブラジレイロ・セリエAに初出場する。しかしブラジルでは余り出場機会が与えられず、以降はプリメイラ・リーガに活躍の場を移した。
2019年1月14日、ガラタサライSKに3年半契約で移籍した。移籍したマイコンの穴埋めを期待され主力として出場。同年3月にはアトレティコ・マドリードが興味を示していると報じられた。
2022年7月8日、5年契約でセビージャFCに移籍することが発表された。

## タイトル
ガラタサライ
- スュペル・リグ：2018-19